# كيفن مور (كاتب)
كيفن مور (بالإنجليزية: Kevin Moore) (و. 1967  م) هو مغني، وملحن، وكاتب أغاني، وعازف بيانو، وعازف لوحة المفاتيح، ومنتج بضائع أمريكي، ولد في لونغ آيلند، يستخدم آلات بيانو.

## وصلات خارجية
- كيفن مور على موقع IMDb (الإنجليزية)
- كيفن مور على موقع ميوزك برينز (الإنجليزية)
- كيفن مور على موقع أول ميوزيك (الإنجليزية)
- كيفن مور على موقع ديسكوغز (الإنجليزية)
- كيفن مور على موقع قاعدة بيانات الفيلم (الإنجليزية)

- كيفن مور في قاعدة بيانات الأفلام على الإنترنت